# Trigonophora vividior
Trigonophora vividior là một loài bướm đêm trong họ Noctuidae.